# Ivanščica
Ivanščica (pronunțat Ivanșcița) este un munte situat în partea de nord a Croației. Are orientarea est-vest și lungimea de 30 km. Altitudinea sa maximă atinge 1060 m. În părțile sale inferioare este acoperit cu păduri de stejar și carpen. Posibilități de practicare a turismului montan.